# Gens Fabia
Die gens Fabia (eingedeutscht als Pluralform Fabier, lateinisch Fabii) war eine der führenden Patrizierfamilien (gentes maiores) des antiken Rom. Das nomen gentile der Familienangehörigen war in der männlichen Form Fabius, in der weiblichen Fabia.
Zu Beginn des 5. Jahrhunderts v. Chr. hatten die Fabier (laut der stark legendär geformten Überlieferung zur Frühzeit der Republik) die führende Stellung in Rom inne. Als Begründer der Familie galt Kaeso Fabius Vibulanus, dessen drei Söhne Quintus, Kaeso und Marcus in den Jahren 485 bis 479 v. Chr. abwechselnd das Konsulat bekleidet haben sollen. 477 v. Chr. fielen im Krieg gegen die Stadt Veji der Sage nach über 300 Mitglieder der Familie, was zu einem zeitweiligen Bedeutungsverlust führte. Im 4. Jahrhundert v. Chr. jedoch stiegen sie erneut auf. Quintus Fabius Maximus Rullianus war zwischen 322 und 295 v. Chr. fünfmal Konsul und eine der herausragenden Personen in den Samnitenkriegen. Noch bedeutender war Quintus Fabius Maximus Verrucosus, genannt Cunctator, „der Zögerer“, der im Zweiten Punischen Krieg gegen Hannibal kämpfte.

## Bedeutende Familienmitglieder
Wesentliche Mitglieder der Familie sind:
- Quintus Fabius Maximus (Allobrogicus), Prätor,
- Quintus Fabius Pictor, Senator und erster römischer Geschichtsschreiber,
- Fabius Rusticus, Geschichtsschreiber,
- Marcus Fabius Quintilianus, Rhetoriker,
- Q. Fabius Vibulanus, Konsul 485 und 482 v. Chr.,
- Kaeso Fabius Vibulanus, Konsul 484, 481 und 479 v. Chr.,
- M. Fabius Vibulanus, Konsul 483 und 480 v. Chr.,
- Q. Fabius Vibulanus, Konsul 467, 465, und 459 v. Chr., Decemvir 450 und 449 v. Chr.,
- M. Fabius Vibulanus, Konsul 442 v. Chr.,
- Q. Fabius Vibulanus Ambustus, Konsul 423 und 412 v. Chr., Militärtribun 416 und 414 v. Chr.,
- Cn. (oder N.) Fabius Vibulanus, Konsul 421 v. Chr., Militärtribun 415 v. Chr.,
- N. Fabius Ambustus, Konsulartribun 406 und 390 v. Chr.,
- Q. Fabius Ambustus, Konsulartribun 390 v. Chr.,
- M. Fabius Ambustus, Militärtribun 381 v. Chr.,
- M. Fabius Ambustus, Konsul 360, 356 und 354 v. Chr.,
- C. Fabius Ambustus, Konsul 358 v. Chr.,
- M. Fabius Dorsuo, Konsul 345 v. Chr.,
- Q. Fabius Maximus Rullianus, Diktator, Censor, Konsul 322, 310, 308, 297 und 295 v. Chr.,
- Quintus Fabius Maximus Gurges, Konsul 292 und 276 v. Chr.,
- C. Fabius Dorso Licinus, Konsul 273 v. Chr.,
- C. Fabius Pictor, 304 v. Chr. Stifter von Fresken für einen Tempel,
- C. Fabius Pictor, Konsul 269 v. Chr.,
- N. Fabius Pictor, Konsul 266 v. Chr.,
- Quintus Fabius Maximus Gurges, Konsul 265 v. Chr.,
- N. Fabius Buteo, Konsul 247 v. Chr.,
- M. Fabius Licinus, Konsul 246 v. Chr.,
- M. Fabius Buteo, Konsul 245 v. Chr.,
- Quintus Fabius Maximus Verrucosus, genannt Cunctator, Konsul 233, 228, 214, 213 und 209 v. Chr.,
- Q. Fabius Maximus, Sohn des Cunctator, Konsul 213 v. Chr.,
- Q. Fabius Labeo, Konsul 183 v. Chr.,
- Q. Fabius Maximus Aemilianus, Konsul 145 v. Chr.,
- Q. Fabius Maximus Servilianus, Konsul 142 v. Chr.,
- Q. Fabius Maximus Allobrogicus, Konsul 121 v. Chr.,
- Q. Fabius Maximus Eburnus, Konsul 116 v. Chr., Censor 108 v. Chr.,
- Q. Fabius Maximus, Konsul 45 v. Chr.,
- Paullus Fabius Maximus, Sohn des Vorigen, Konsul 11 v. Chr.,
- Africanus Fabius Maximus, Bruder des Vorigen, Konsul 10 v. Chr.,
- Paullus Fabius Persicus, Konsul 34,
- L. Fabius Iustus, Suffektkonsul 102,
- Q. Fabius Catullinus, Konsul 130,
- L. Fabius Gallus, Suffektkonsul 131,
- Q. Fabius Iulianus, Suffektkonsul 131,
- L. Fabius Cilo, Konsul 193 und 204,
- Fabius Titianus, Konsul 337.

## Rezeption
In Anlehnung an den Ruf des Quintus Fabius Maximus Verrucosus „Cunctator“, Handlungen erst nach langem Überlegen und Zögern durchzuführen, gaben sich sozialistische Gruppen im 19. Jahrhundert den Namen Fabians. Diese waren programmatisch auf einen sozial- und kulturreformerischen Weg ausgeprägt und standen den Revolutionären gegenüber. Das bekannteste Beispiel solcher Gruppen, die eher klein und vorrangig aus Intellektuellen bestanden, war die Fabian Society in Großbritannien. Gruppen mit ähnlicher Bedeutung gab es auch in Neuseeland oder Österreich (siehe etwa Fabier (Wien)). Auch in vielen anderen Ländern existierten und existieren Fabier, die aber oftmals nur über wenige Mitglieder verfügen und kaum politische Bedeutung haben.